# March of Dimes
March of Dimes är en amerikansk välgörenhetsorganisation, med fokus på att förbättra barns hälsa genom att förebygga förtidsbörd och spädbarnsdödlighet.

## Historia
Organisationen grundades 1938 under namnet National Foundation for Infantile Paralysis av president Franklin Delano Roosevelt för att besegra virussjukdomen polio, som han led av. Namnet March of Dimes var ursprungligen namnet på föreningens årliga insamlingskampanj ("dime" - 10-centsmynt), och myntades av Eddie Cantor.
Efter att Jonas Salk utvecklat det första poliovaccinet, utökade organisationens fokus till att förebygga förtidsbörd och spädbarnsdödlighet. 2005, då förtidsbörd var den största dödsorsaken för barn världen över, blev detta organisationens huvudfokus.

### Event
Travloppet March of Dimes Trot, som kördes på Garden State Park Racetrack i New Jersey den 17 november 1988, var kopplat till organisationen. Loppet kom senare att kallas för Århundradets lopp.